# Ixamatus webbae
Ixamatus webbae is een spinnensoort in de taxonomische indeling van de bruine klapdeurspinnen (Nemesiidae).
Ixamatus webbae werd in 1982 beschreven door Raven.